# پاول هوفمن
پاول هوفمن (چکی: Pavel Hofmann; ۲۹ ژانویهٔ ۱۹۳۸) قایقران روئینگ اهل چکسلواکی بود.
وی در مسابقات کشوری و بین‌المللی در مجموع برندهٔ ۱ مدال طلا، ۱ مدال نقره، ۱ مدال برنز شده‌است.